# Feldkapelle (Hohn)

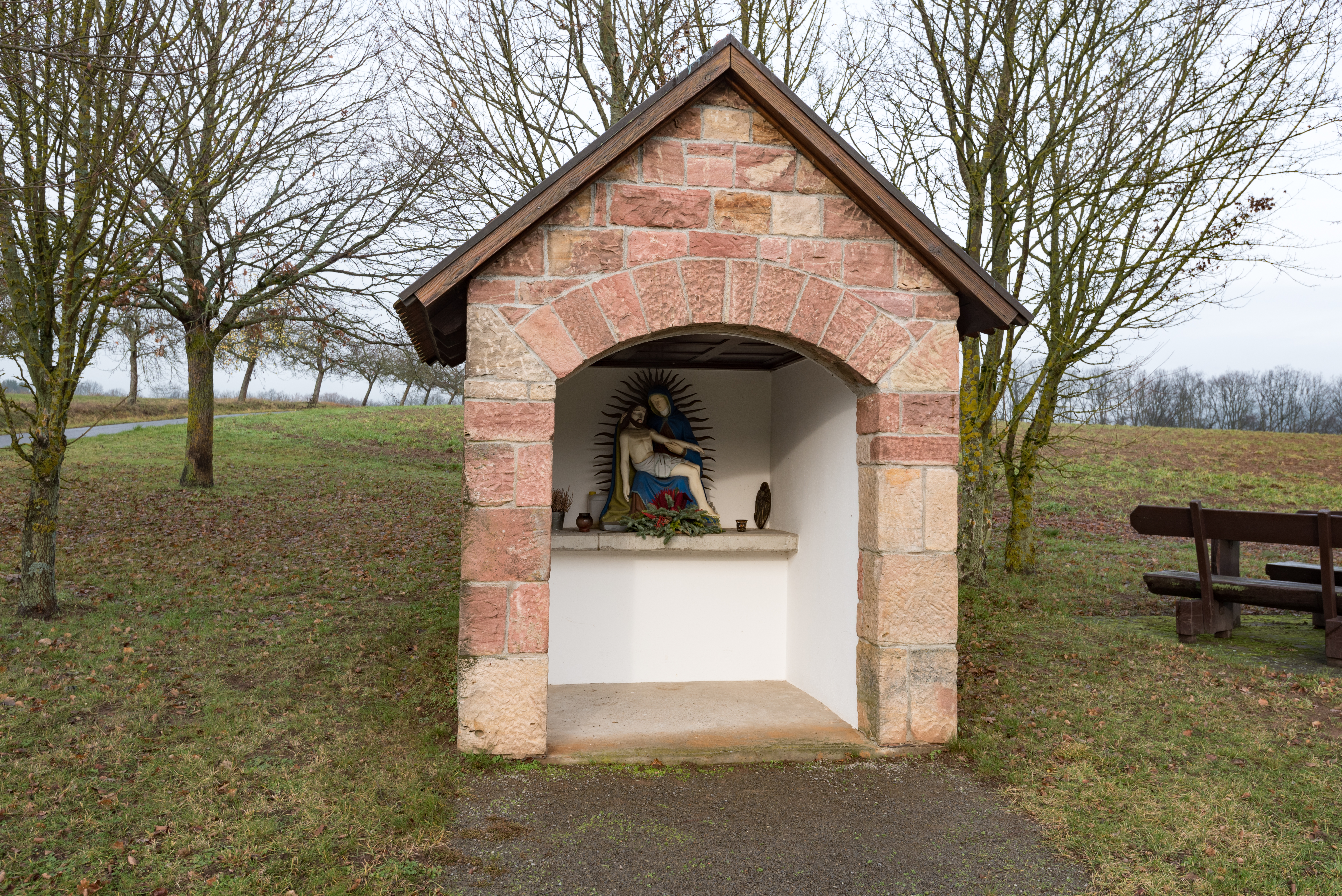
Feldkapelle in Hohn auf dem Flurstück Badäcker

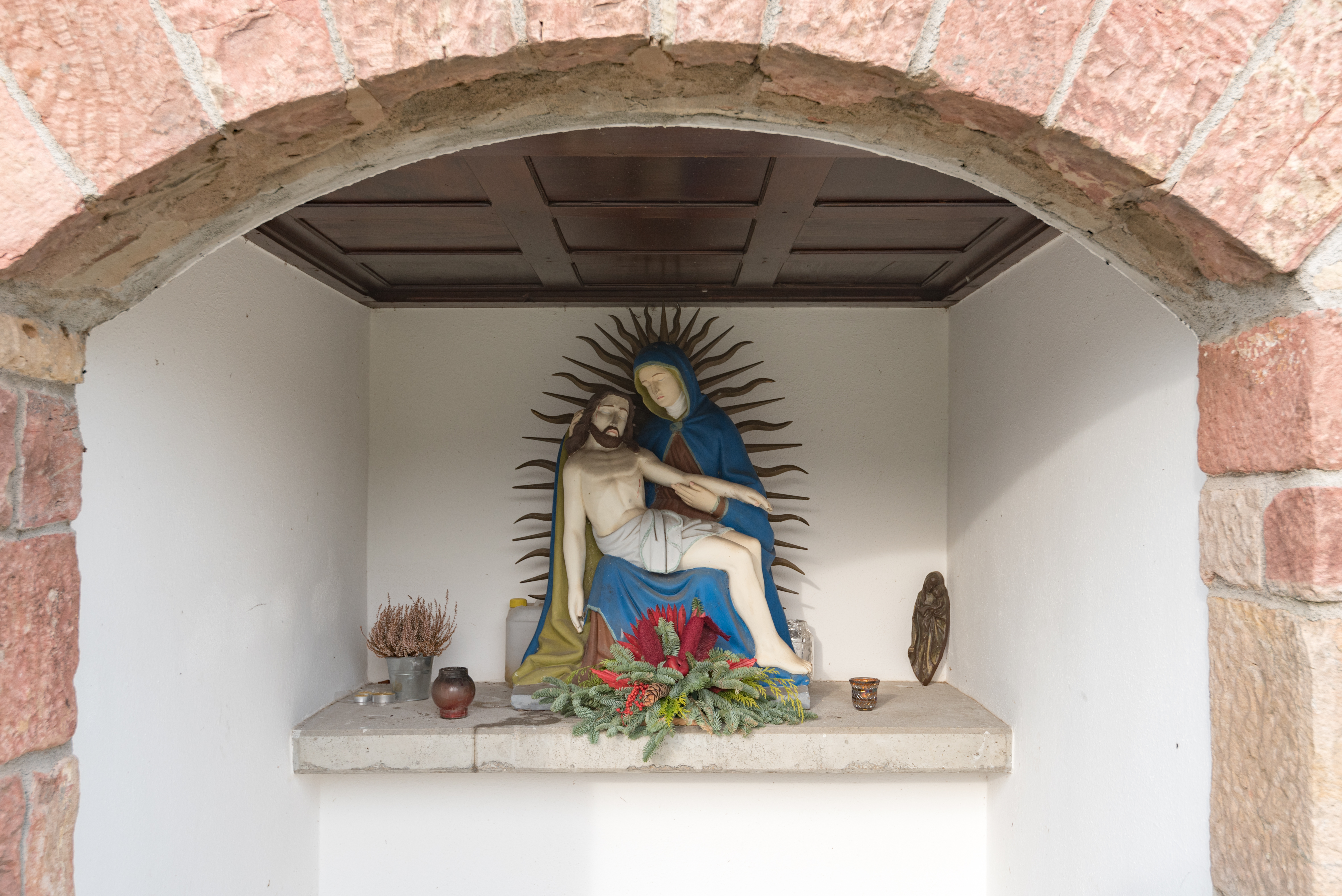
Feldkapelle in Hohn, Pietà

Der Feldkapelle Berg in Hohn, einem Gemeindeteil im Markt Bad Bocklet im unterfränkischen Landkreis Bad Kissingen, befindet sich in der Flur Berg auf der Straße nach Steinach. Die Feldkapelle gehört zu den Baudenkmälern von Bad Bocklet und ist unter der Nummer D-6-72-112-66 in der Bayerischen Denkmalliste registriert.

## Beschreibung
Bei der Kapelle handelt es sich um eine Feldkapelle aus Muschelkalkbruchsteinen mit einem spitzen Ziegeldach und einem offenen Rundbogeneingang.
Die Kapelle entstand im Jahr 1949 am Standort eines abgebrochenen Bildstocks aus dem Jahr 1745. An der Rückseite der Kapelle befindet sich eine 87 cm × 73 cm große Spolie aus gelbem Sandstein mit einer gerahmten Inschrifttafel:

„Diesen Bildstock Gott zu Eh-

ren Ein Gantze gemein Zu

Hohn hie hat hersetzen Lassen

In Anno 1745 d. 17. May

Klauß Engethreid Schult

heiß.“

Die Kapelle ist eine Erneuerungsstiftung des Bürgermeisters Franz Schmitt und seiner Frau Ida aus dem Jahr 1949, woran folgende Inschrift in gotischer Schrift erinnert:

„Mein Reich ist nicht

von dieser Welt

Erbaut von Franz und Ida Schmitt

Hohn 1949.“

Die Firsthöhe der Kapelle beträgt 3 m (mit Firstkreuz 3,50 m). Die äußere Wandhöhe beträgt 230 cm, die innere Holzdeckenhöhe 205 cm.
Das Altarbildnis ist eine Pietà.

## Anmerkung
1. ↑  Bei Wabra: Flurdenkmale, Band 2, S. 124 ist eine andere Pietà abgebildet als auf dem Commons-Foto in diesem Artikel. Vielleicht legt dies nahe, dass die Pietà in der Zwischenzeit gegen eine andere ausgetauscht wurde.

Koordinaten: 50° 17′ 4,34″ N, 10° 4′ 42,13″ O